# کس لیک (مینه‌سوتا)
کس لیک، مینه‌سوتا (به انگلیسی: Cass Lake, Minnesota) یک شهر در ایالات متحده آمریکا است که در مینه‌سوتا واقع شده‌است.

## خصوصیات
کس لیک ۲٫۹۵ کیلومترمربع مساحت و ۷۷۰ نفر جمعیت دارد و ۴۰۶ متر بالاتر از سطح دریا واقع شده‌است.